# Santa Maria di Cerrate (Lecce)
A Santa Maria di Cerrate egykori apátság Lecce külvárosában, a squinzanói út mentén. A 11. században épült, ma Lecce megye tulajdonában van.

## Leírása
A templom román stílusban épült. Főhomlokzatát egy gazdagon díszített portál díszíti valamint az emeleti szinten egy kis rózsaablak. Háromhajós, a jobb oldalán még áll az egykori kerengő épülete. A templomban talált freskókat, festményeket és szobrokat a helyi történelmi múzeumba szállították. Ma üresen áll.